# Датон (Алабама)
Датон (енгл. Dutton) град је у америчкој савезној држави Алабама. По попису становништва из 2010. у њему је живело 315 становника.

## Демографија
Према попису становништва из 2010. у граду је живело 315 становника, што је 5 (1,6%) становника више него 2000. године.
| Група             | 2000.       | 2010.       |
| Белци             | 299 (96,5%) | 286 (90,8%) |
| Афроамериканци    | 0 (0,0%)    | 8 (2,5%)    |
| Азијати           | 0 (0,0%)    | 0 (0,0%)    |
| Хиспаноамериканци | 2 (0,6%)    | 10 (3,2%)   |
| Укупно            | 310         | 315         |